# مايكل من زاهوملي
مايكل من زاهوملي، ويُعرف أيضًا باسم مايكل فيشافيتش (الكرواتية/البوسنية/الصربية: Mihajlo Višević، السيريالية: Михаило Вишевић) ونادرًا باسم مايكل فوشافوكيتش, هو الحاكم السلافي المستقل الذي حكم زاهوملي (وهي المنطقة التي تقع الآن في غرب الهرسك وجنوب كرواتيا) وعلا نجمه في أوائل القرن العاشر. كانت زاهوملي مجاورة لـمملكة كرواتيا وصربيا بالإضافة لكونها حليفة لـبلغاريا، ولكن مع هذا استطاع مايكل حكم زاهوملي بشكل مستقل على الأقل خلال جزء كبير من حكمه.
دخل مايكل في نزاع إقليمي مع بيتر أمير صربيا، الذي حاول توسيع نطاق حكمه بالتمدد في اتجاه الغرب. وللتخلص من هذا التهديد، حذَّر مايكل حليفه القيصر البلغاري سيميون الأول بشأن التحالف الموجود بين بيتر وبين الإمبراطورية البيزنطية التي كانت تُعتبر عدوًا لسيميون. وبناءً عليه قام سيميون بمهاجمة صربيا وأسر بيتر ليموت فيما بعد في الأسر.
جاء ذكر مايكل جنبًا إلى جنب مع توميسلاف حاكم كرواتيا في خطاب البابا يوحنا العاشر في عام 925. وفي نفس العام، شارك مايكل في أول مجمع كنسي في مدينة سبليت. وقد اعتبر بعض المؤرخين مشاركة مايكل في المجمع الكنسي دليلاً على تبعية زاهوملي لكرواتيا. وعلى أي حال، فقد حصل مايكل على ألقاب كبيرة من المحكمة البيزنطية منها لقب برقنص (القنصل الروماني) ولقب شريف (patrikios عضو في الطبقة الأرستقراطية في روما القديمة) وظل مايكل حاكمًا لزاهوملي في فترة أربعينيات القرن العاشر واحتفظ بعلاقات طيبة مع البابا.

## الخلفية

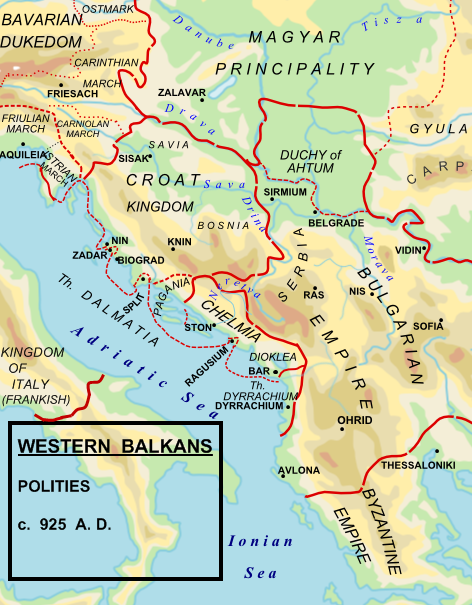
خريطة تُوضِّح النطاق الإقليمي لمايكل في زاهوملي في أوج ازدهارها، بين مملكة كرواتيا والإمبراطورية البلغارية.

لاحظ الكتاب التاريخي الذي جُمع في 950 م. بعنوان في حكم الإمبراطورية، والذي يرجع تأليفه إلى قسطنطين بورفروجنيتثس، أن مايكل هو ابن باسيباتزا (باللغة اليونانية: Bouseboutzis) وأنه على عكس كثير من السلافيين الموجودين في منطقة دالماتيا، لا تنحدر أسرته من «الصرب غير المُعَمّدين.». ووفقًا لقسطنطين، فإن أسرة مايكل تنتمي إلى الليتسيكي، أو الأشخاص غير المُعَمّدين على ضفاف نهر فيستولا من جنوب بولندا. كانت المنطقة العلوية المحيطة بنهر فيستولا تُعرف بأنها جزء من كرواتيا البيضاء، التي هاجر منها الكروات إلى دالماتيا الرومانية، بدعوة من إمبراطور روما الشرقية (بيزنطة) هرقل. بينما لاحظ هاري نوريس أن الكروات والصرب قد امتزجوا ببعضهما البعض في تلك الأجزاء من بولندا.
كانت المنطقة التي يحكمها مايكل تضم زاهوملي، التي عُرفت لاحقًا باسم هوم (أو ما يُعرف الآن بغرب الهرسك وجنوب كرواتيا)، بالإضافة إلى ترافونيا (في الوقت الحالي شرق الهرسك وجنوب كرواتيا ووسط تريبيني) وجزء كبير من دوكليا (أو ما يُعرف حديثًا باسم الجبل الأسود). ومن ثم شكَّلت هذه المنطقة عقبة على طول الساحل الدلماسي الجنوبي من نهر نيريتفا إلى راجوسا (دوبروفنيك)، وفيما بعد أصبحت هذه المنطقة منطقة تابعة.
قبل انضمام صربيا عام 924، لم تكن بلغاريا تشترك في الحدود مع زاهوملي، ولكن جزءًا من كرواتيا كان يقع بين البلدين. فعلى سبيل المثال، ذكر المؤرخ جون ديكون (المتوفي عام 1009) أنه في عام 912, مر أحد المسافرين من مدينة البندقية ببلغاريا وكرواتيا في طريقه إلى بلده، عندما وجد نفسه في زاهوملي.
| “Qui (Petrus) dum Chroatorum fines rediens transire vellet, a Michahele Sclavorum duce fraude deceptus... [بينما كان (بيتر) عائدًا من الأراضي الكرواتية، تمكن مايكل، دوق السلاف، من خداعه بحيلةٍ ما...]” |
| -مؤرخ مدينة البندقية، جون ديكون |

## التحالف مع سيميون الأول ملك بلغاريا
كان مايكل حليفًا مقربًا من سيميون الأول ملك بلغاريا الذي شن عددًا من الحملات الناجحة على الإمبراطورية البيزنطية. كان المسافر الذي تحدث عنه جون ديكون في كتابه سفيرًا وكان في ذات الوقت نجل قاضي البندقية الأول، أورسوس بارتيشاكوس الثاني، الذي كان عائدًا من بعثة دبلوماسية في القسطنطينية. عندما دخل المسافر إلى زاهوملي، قام مايكل «أمير السلاف» (dux Sclavorum) بأسره وأرسله كهدية إلى سيميون الأول.
كان سير سيميون الحثيث نحو السلطة يشكل تهديدًا كبيرًا بالنسبة للإمبراطورية البيزنطية مما دفعها للبحث عن حلفاء في المنطقة. وبالفعل وجد ليو رابداتشيس قائد جيش دير هوكيوم (حاليًا دراست)، مثل هذا الحليف في صربيا في بيتر جونكوفيتش الذي كان خاضعًا لبلغاريا منذ عام 897. كان بيتر مشغولاً بالتوسع في اتجاه الغرب، ويبدو أن هذا أدخله في نزاع إقليمي مع مايكل. كتب قسطنطين أن مايكل، «بدافع الغيرة»، حذَّر سيميون من هذه المؤامرة. فقام سيميون بشن هجوم على صربيا وأسر بيتر، الذي توفى بعدها في الأسر. يُفضِّل معظم العلماء الإشارة إلى أن الحرب على صربيا كانت في أغسطس من عام 917، وتحديدًا بعد 20 أغسطس عندما قام سيميون بذبح جزء كبير من الجيش البيزنطي الغازي في المكان الذي هبطت فيه القوات في أنخيالوس. وفي عام 924، تمكن سيميون من غزو صربيا وبدلاً من أن يضع عليها أحد أتباعه، تولى حكمها بنفسه مباشرةً. وأصبح سيميون في الواقع مجاورًا لمايكل ولكرواتيا التي كانت في هذا الوقت تحت حكم الملك توميسلاف وكانت تتمتع بعلاقة جيدة مع بيزنطة. وعلى الأرجح ظل مايكل على ولائه لسيميون حتى وفاة الأخير عام 927.

## المجامع الكنسية في سبليت، كرواتيا
تذكر المصادر أن مايكل قد شارك في بعض الشؤون الكنسية الهامة التي وقعت على الأراضي الكرواتية في منتصف العشرينيات من القرن العاشر. تمت دعوة مجمعين كنسيين إلى الانعقاد في سبليت ((باللاتينية: Spalatum)‏)، في عام 925 و928، وهو ما مثَّل اعترافًا بمدينة سبليت كمقر للأساقفة من جميع أنحاء دالماتيا (وليس فقط المدن البيزنطية). كذلك كان من المسائل الرئيسية الأخرى المثيرة للقلق لغة القداس: إذ إنه منذ اعتناق السلافيين للمسيحية على يد القديسين كيرلس وميثوديوس في القرن السابق، اعتادت الكنيسة السلافية استخدام اللغة السلوفينية في الصلاة بدلاً من اللاتينية.
نقل كتاب قصة شعب سالونيتانيا، الذي على الأرجح بدأ العمل فيه في أواخر القرن الثالث عشر، خطاب البابا يوحنا العاشر إلى توميسلاف، «ملك كرواتيا»، الذي أشار فيه إلى المجمع الكنسي الأول تفصيلاً. إذا كان هذا الخطاب أصليًا، فهو يظهر أن المجمع لم يكن يقصده فقط أساقفة كرواتيا ودالماتيا البيزنطية، ولكن كان يقصده توميسلاف بنفسه حيث كانت مملكته تضم بعض المدن البيزنطية مثل دالماتيا، وكذلك كان يقصد هذا المجمع ممثلون عن مايكل. وفي هذا الخطاب، وصف يوحنا مايكل بأنه «أكثر القادة الذين حكموا زاهوملي تميزًا» (excellentissimus dux Chulmorum).
وجاء ذكر مايكل في السياق نفسه مع ملك كرواتيا في كتاب إيليريا المقدسة للمؤرخ دانيال فارلاتي.
لم تذكر المصادر أي شيء عن طبيعة العلاقة بين مايكل وتوميسلاف. بينما اعتبر بعض المؤرخين مشاركة مايكل في المجمع الكنسي دليلاً على فكرة أن مايكل قد تحوَّل بولائه إلى كرواتيا. في حين رفض جون فان انتويرب فاين هذا الخط من التفكير قائلاً بأن الأحداث مثَّلت شأنا كنسيًا هامًا بالنسبة لجميع الدالماتيين وأنها تندرج تحت السلطة البابويه. بالإضافة إلى ذلك، أظهر مايكل موقفًا محايدًا عندما نشبت حرب بين كرواتيا وبلغاريا عام 926 وهذا يعني أن مايكل كان على صلة جيدة بحكام كلا البلدين في نفس الوقت.
وعلى ما يبدو، فقد قام مايكل في العاشر من يوليو عام 926 بالتنازل عن مدينة سيبونتو ((باللاتينية: Sipontum)‏)، المدينة البيزنطية الموجودة في أبوليا. ولا يزال الأمر غير معروفٍ ما إذا كان مايكل فعل هذا بناءً على أوامر عليا من توميسلاف كما يُرجح بعض المؤرخين. فوفقًا لإمكاناين، أرسل توميسلاف الأسطول الكرواتي تحت قيادة مايكل لطرد العرب المسلمين من هذا الجزء من جنوب إيطاليا وتحرير المدينة. ومن المثير للاهتمام، أن قسطنطين في كتابه في حكم الإمبراطورية أغفل ذكر الغارات التي قام بها مايكل وكذلك المجامع الكنسية في سبليت.

## السنوات الأخيرة
ذكر قسطنطين مايكل بوصفه أمير زاهوملي، ولكنه كذلك استخدم الألقاب الأخرى التي منحتها له المحكمة البيزنطية مثل البرقنص (القنصل الروماني) ولقب الشريف ليصف مكانته ووضعه السياسي. وقد تم تفسير هذه الألقاب فيما بعد لتعكس مكانة مايكل باعتبارها مكانة ثانوية بعد وفاة سيميون عام 927، عندما فقد مايكل الدعم البلغاري اللازم للحصول على تقدير أعلى. ولم تأتِ المصادر على ذكر مايكل في أيٍ من الأحداث التي تلت عام 925, ومع هذا يعتقد المؤرخ فاين أن حكم مايكل دام حتى أربعينيات القرن العاشر. ولكن على الأرجح قام كاسلاف، الذي اعتلى عرش صربيا بعد وفاة سيميون، بالاستيلاء على بعض الأراضي التابعة لمايكل أثناء حملته لغزو ترافونيا.

### حواشٍ
1. ↑  Mihanovich, The Croatian nation in its struggle for freedom and independence: a symposium, p. 112
2. ↑  Dominik Mandić; Basilius S. Pandžić (1963). Dionis Lasić (ed.). Rasprave i prilozi iz stare Hrvatske povijesti [Discussions and articles on ancient Croatian history] (بالكرواتية). Hrvatski Povijesni Institut. p. 385. Archived from the original on 2020-04-14. Retrieved 2012-10-13.
3. 1 2 3 4  Fine, The early medieval Balkans, p. 149.
4. 1 2  Constantine Porphyrogenitus, De administrando imperio, ch. 32.
5. ↑  Constantine Porphyrogenitus, De administrando imperio, ch. 33.
6. ↑  Curta, Southeastern Europe in the Middle Ages, 500-1250, p. 210.
7. 1 2  Vlasto, The entry of the Slavs into Christendom, pp. 381-382.
8. ↑  Dvornik, The Slavs: their early history and civilization, p. 63
9. ↑  John the Deacon, Chronicon Venetum, ed. Pertz, pp. 22-3.
10. ↑  Fine, When ethnicity did not matter in the Balkans, p. 63 note 103.
11. ↑  Runciman, The Emperor Romanus Lecapenus and his reign:, p. 223
12. ↑  Fine, The early medieval Balkans, p. 160.
13. ↑  Fine, The early medieval Balkans, p. 260
14. ↑  Fine, When ethnicity did not matter in the Balkans, p. 55.
15. ↑  Vlasto, The entry of the Slavs into Christendom, p. 209.
16. ↑  Omrčanin, Military history of Croatia:, p. 24
17. ↑  Runciman, The Emperor Romanus Lecapenus and his reign:, p. 210
18. ↑  Constantine Porphyrogenitus, De administrando imperio, ch. 32 and 33.
19. ↑  Ostrogorski, History of the Byzantine state, p. 268. نسخة محفوظة 19 مايو 2020 على موقع واي باك مشين.

### قائمة المصادر
- Constantine Porphyrogenitus, De administrando imperio, ed. Gy. Moravcsik and tr. R. H. J. Jenkins (1967 [1949]), Constantine Porphyrogenitus, De administrando imperio. Washington: Dumbarton Oaks Center for Byzantine Studies.
- Dvornik، Francis (1959). The Slavs: their early history and civilization. American Academy of Arts and Sciences. مؤرشف من الأصل في 2020-01-26.
- John the Deacon, Chronicon Venetum, ed. G. H. Pertz (1846). Monumenta Germaniae Historica: Scriptores 7. Hanover. ص. 1-36: 22-3. مؤرشف من الأصل في 2011-07-19. اطلع عليه بتاريخ 2021-06-05. A later edition is that by G. Monticolo (1890), Rome: Forzani. The relevant passage is also found in Rački، F. (1877). Documenta historiae chroaticae periodum antiquam illustrantia. Zagreb. ص. 388 (no. 197.1 ).{{استشهاد بكتاب}}:  صيانة الاستشهاد: مكان بدون ناشر (link)
- Curta، Florin (2006). Southeastern Europe in the Middle Ages, 500-1250. Cambridge Medieval Textbooks. Cambridge: Cambridge University Press. ISBN:978-0-521-89452-4.
- Fine (Jr)، John V. A. (2006). When Ethnicity Did Not Matter in the Balkans: A Study of Identity in Pre-Nationalist Croatia, Dalmatia, and Slavonia in the Medieval and Early-Modern Periods. Ann Arbor: University of Michigan Press.
- Fine (Jr)، John V. A. (1986). The Early Medieval Balkans: A Critical Survey from the Sixth to the Late Twelfth Century. Ann Arbor: University of Michigan Press.
- Mihanovich، Clement Simon (1955). The Croatian nation in its struggle for freedom and independence: a symposium. “Croatia” Cultural Pub. Center.
- Norris، H. T. (1993). Islam in the Balkans: religion and society between Europe and the Arab world. University of South Carolina Press.
- Omrčanin، Ivo (1984). Military history of Croatia. Dorrance.
- Ostrogorski، George (1969  9780813505992). History of the Byzantine State. Oxford: Rutgers University Press. {{استشهاد بكتاب}}: تحقق من التاريخ في: |سنة= (مساعدة) Translated from the German by Joan Hussey.
- Rački, Franjo (1861). Odlomci iz državnoga práva hrvatskoga za narodne dynastie (بالكرواتية). F. Klemma.
- Runciman، Steven (1988) [1929]. The Emperor Romanus Lecapenus and his Reign: A Study of Tenth-Century Byzantium. Cambridge: Cambridge University Press. ISBN:0-521-35722-5.
- Vlasto، A. P. (1970). The Entry of the Slavs into Christendom: An Introduction to the Medieval History of the Slavs. Cambridge: Cambridge University Press.

## كتابات أخرى
- Archdeacon، Thomas of Split (2006). History of the Bishops of Salona and Split&nbsp;– Historia Salonitanorum atque Spalatinorum pontificum. Budapest: Central European University Press.